# Kugelverschlussflasche

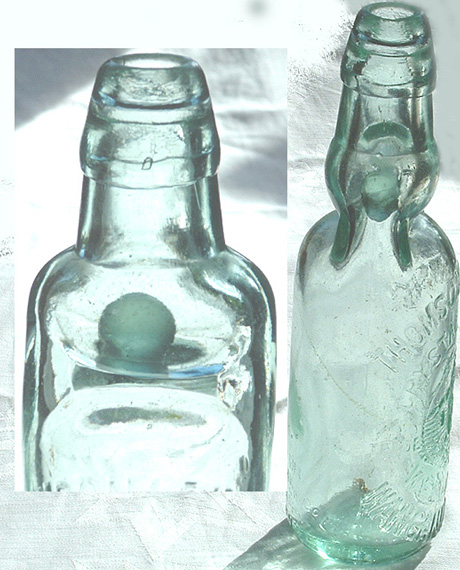
Kugelverschlussflaschen; in die Nut nahe der Öffnung war ursprünglich ein Gummidichtring eingesetzt.

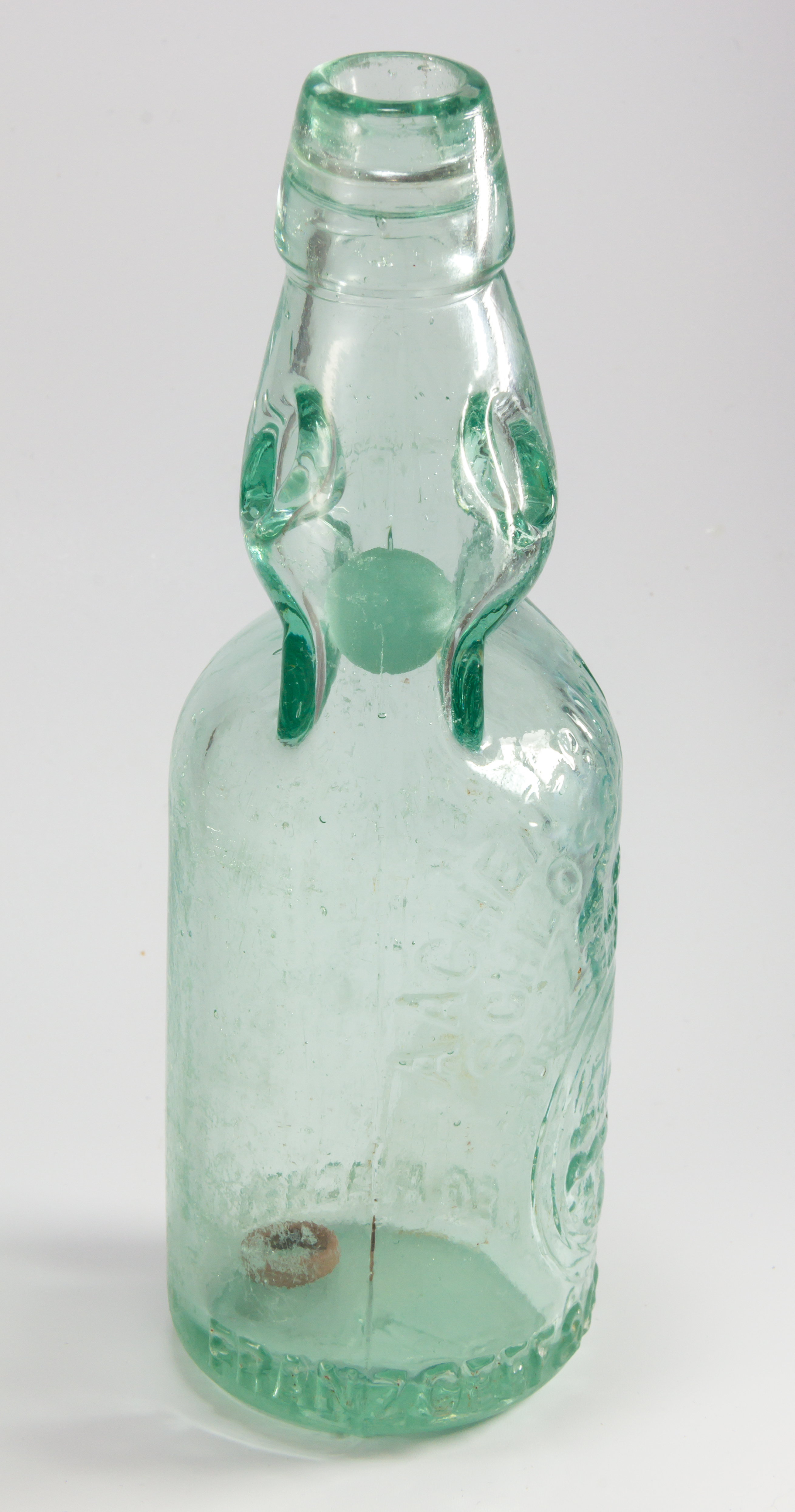
Flasche des Aachener Schlossbrunnens mit Kugelfang, originaler Dichtungsring liegt am Boden

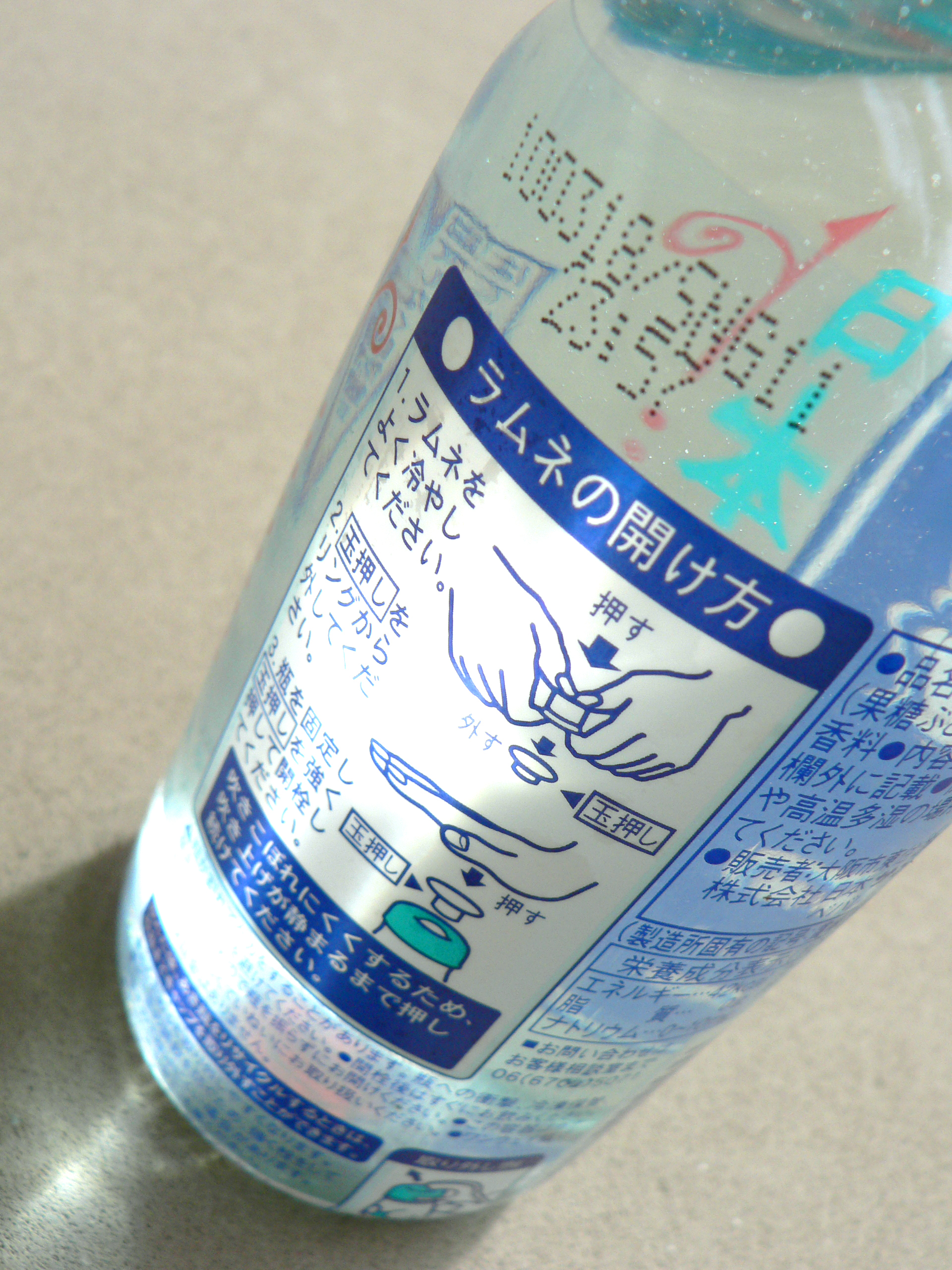
Anleitung zum Öffnen einer Ramune-Flasche durch Eindrücken der Kugel

Die Kugelverschlussflasche ist eine Form der Getränkeflasche für kohlensäurehaltige Getränke. Sie wird durch eine Glaskugel („Klicker“ oder „Knicker“) verschlossen, die durch den Druck im Flascheninneren gegen einen Gummiring im Flaschenhals gepresst wird. Kugelverschlussflaschen waren im Handel und Verkauf von Mineralwasser, Limonaden und Brausen verbreitet, bevor Getränkeflaschen mit Bügelverschluss oder Kronkorken aufkamen. Aufgrund des häufigen Verkaufs von Brause in Knickerflaschen wurde diese auch Knickerwasser oder Knickelwasser genannt.

## Funktionsweise
Der Kugelverschluss funktioniert nach dem Prinzip eines Kugelventils. Er setzt sich aus einer im Inneren der Flasche frei beweglichen Glaskugel und einem Gummiring zusammen, der als Dichtung (Ventilsitz) ins Glas unterhalb der Flaschenöffnung eingebettet ist. Die Öffnung des Ringes ist kleiner als die Glaskugel. Die Kugel wird durch den Druck in der Flasche von unten dagegen gepresst und schließt die Öffnung dicht ab. Dies funktioniert nur, solange die Kraft, die durch den Druck im Inneren der Flasche auf die Kugel wirkt, größer ist als der Luftdruck der Umgebung zuzüglich der Gewichtskraft der Kugel abzüglich der Haftreibung zwischen Kugel und Gummi.
Zum Öffnen des Verschlusses muss von außen mit einer entsprechenden Kraft auf die Kugel gedrückt werden, sodass das Gas entweichen kann. Dazu kann ein Finger oder ein handlicherer Öffner, bestehend aus einem Stab in einer Holzkappe, genutzt werden. Die Kugel bewegt sich dadurch minimal und gibt einen Spalt zwischen Kugel und Gummiring frei. Durch diesen hindurch strömt das Kohlendioxidgas aus der Flasche. Der Innendruck sinkt auf Umgebungsniveau ab. Die Kugel ist daraufhin nur noch der Gewichtskraft ausgesetzt und fällt in das Getränk.
Damit die Kugel beim Entleeren oder Trinken aus der Flasche nicht in den Gummiring zurückrollt und so die Flasche wieder verschließt, haben Flaschen einen Kugelfang. Dieser kann einfach in Form einer horizontalen Schulter geeigneter Ausrundung ausgebildet sein, sodass die Kugel (Glas hat etwa die doppelte Dichte des Getränks) beim Zurückrollen an der Schulterstufe gehalten wird, bis die Flasche völlig auf den Kopf gestellt wird. Eine komplexere Ausformung weist eine Flasche auf, die am unteren Ende des Halses wie zweiseitig gequetscht verjüngt ist, sodass die Kugel nicht in den Flaschenbauch fallen kann und die Flasche die Markierung eines Durchmessers aufweist; wird nun die Flasche geeignet orientiert angehoben, rollt die Kugel nur bis zu zwei „Nasen“ im Hals, die ebenfalls die Kugel fangen.
Beim Abfüllen muss die in aufrechter Orientierung befüllte Flasche auf den Kopf gedreht werden, bevor der unter Druck stehende Befüllstutzen abgezogen wird. Dadurch kann die Kugel in den Gummiring fallen. Beim Trennen der Flasche vom Stutzen entfällt der Druck auf der Außenseite der Kugel, und die Flasche wird durch den größeren Innendruck verschlossen.

## Geschichte
Erfunden wurde die Kugelverschlussflasche von dem Engländer Hiram Codd, der sie 1872 entwickelte und zum Patent anmeldete. In den darauffolgenden Jahren erlangte sie weltweite Verbreitung, wobei Getränkehersteller, die die Technik benutzen wollten, zunächst jährliche Lizenzzahlungen an Codd zu entrichten hatten, später jedoch die Glaskugeln, Verschlussringe und Werkzeuge bei Codd zu kaufen hatten. Im englischen Sprachraum ist sie als Globe-Stoppered Bottle oder nach ihrem Erfinder als Codd(-neck)-Bottle bekannt.
Kugelverschlussflaschen waren über viele Jahrzehnte sehr weit verbreitet, wurden allerdings nach und nach durch Flaschen mit Bügelverschluss oder Kronkorken verdrängt. In England wurde die Produktion um 1930 eingestellt, in Deutschland lief die Produktion noch bis mindestens 1959 weiter.
Da beim Öffnen der Flasche ein charakteristisches krachendes Geräusch entstand, bürgerte sich in Österreich, wie auch in Teilen Bayerns, für diese Limonaden der Name „Kracherl“ ein. In den 1950er Jahren wurden die Flaschen nach dem Inhalt „Bollerwasser“ Boller(wasser)flaschen genannt.
Der Kugelverschluss ist noch (2021) für das japanische Erfrischungsgetränk Ramune und das indische „Banta“ in der Nutzung.

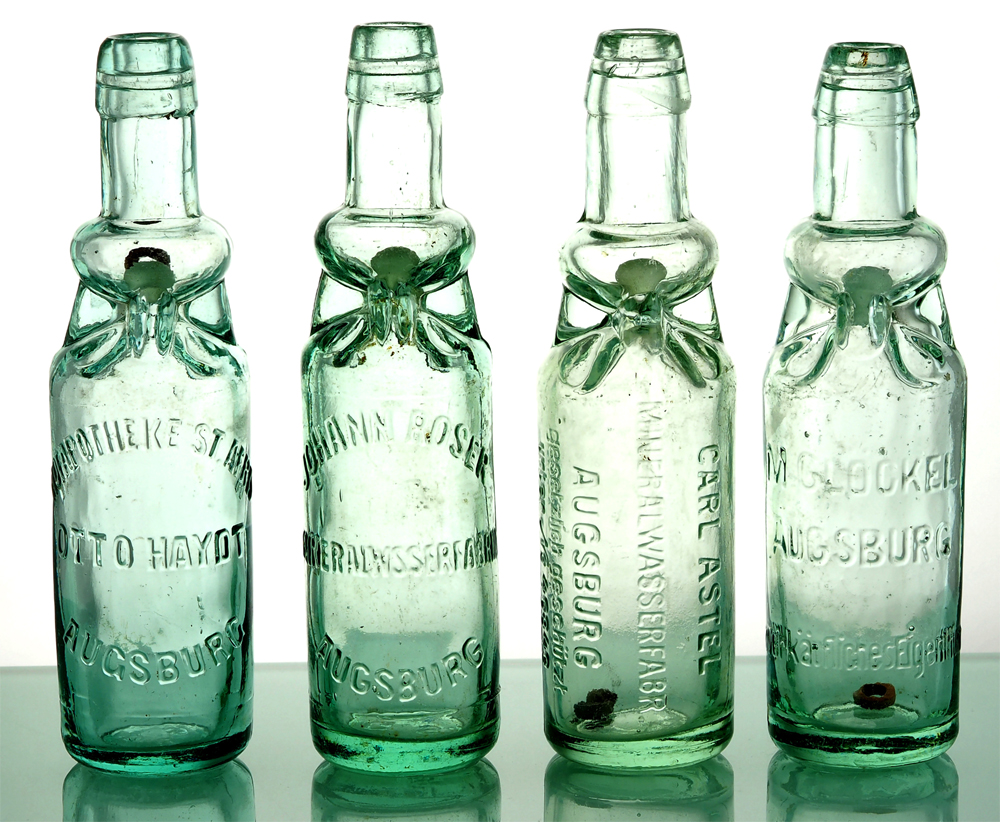
Kranzkugelflaschen Augsburger Abfüller für Sprudelwasser und Limonade (0,34 l)
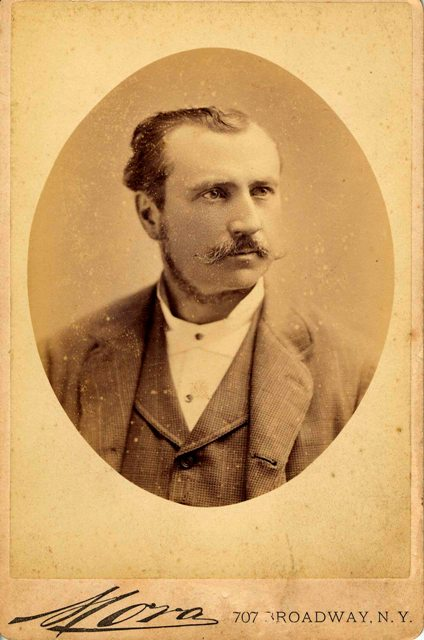
Porträt des Erfinders Hiram Codd (1838–1887)
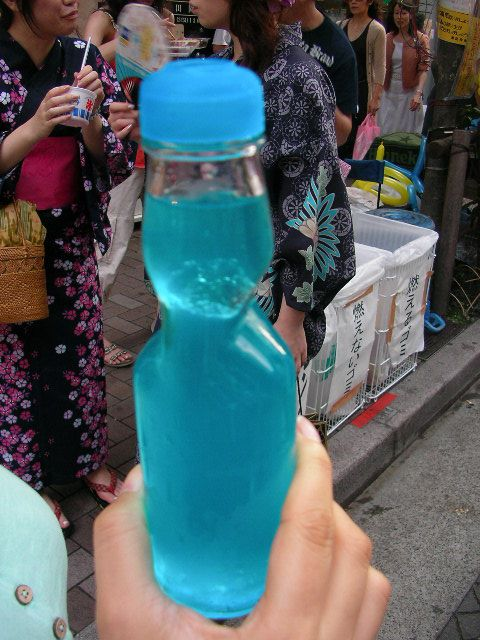
Moderne Version bei einer japanischen Ramuneflasche
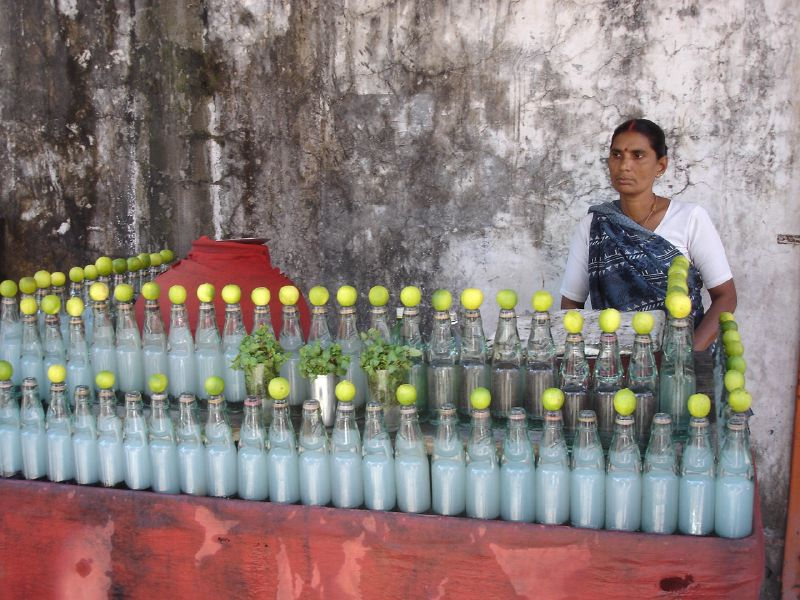
Indische Limonade mit Kugelverschluss

## Knickerwasser
Kugelverschlussflaschen wurden für Knickerwasser – im Saarland „Klickerwasser“ – eingesetzt. Es wurde in den Geschmacksrichtungen Himbeere (rotes Knickerwasser), Waldmeister (grünes Knickerwasser) und Zitrone (gelbes Knickerwasser) angeboten.  Auch die Bezeichnung „Dotzwasser“ war üblich.
Da die Flaschen häufig von Kindern zerschlagen wurden, um an die Glasmurmel heranzukommen, sind relativ wenige Exemplare erhalten geblieben und Knickerflaschen sind seltene Sammlerobjekte.